# 9-cm-Minenwerfer M.14
Der 9-cm-Minenwerfer M.14 war ein leichter Minenwerfer Österreich-Ungarns, welcher im Ersten Weltkrieg zum Einsatz kam.

## Geschichte
Nachdem der Erste Weltkrieg ausgebrochen war, stieg sehr schnell die Nachfrage nach einem leichten Minenwerfer für die Truppen an der Front. Da diese vorerst nur über Improvisationen aus vor Ort vorhandenen Materialien verfügten, wollte das Technische Militär Komitee (kurz TMK) einen leichten Minenwerfer entwickeln. Dieser wurde in zwei unterschiedlichen Varianten entwickelt, welche sich hinsichtlich der Zündvorrichtung und der Gleitbogenausführung unterschieden.

## Produktion
Die Produktion des 9-cm-Minenwerfer M.14 fand bei unterschiedlichen Firmen statt. Darunter waren die Maschinenfabrik Feitzelmayer in Pressburg und die Werkstätten des TMK. Eine Produktion bei größeren Rüstungsfirmen fand nicht statt, da diese mit schwerer Artillerie voll ausgelastet waren. Die Kosten für die Produktion eines Werfer betrug 190 Kronen und war damit sehr günstig.

## Technische Beschreibung

### M.14
Das Hinterlader-Minenwerferrohr war auf einem Rahmen montiert. Damit konnte der Minenwerfer zwar in der Höhe ausgerichtet werden, ein Schwenken zur Seite war jedoch nicht möglich. Angreifende Ziele konnte somit nur durch das Umlagern des Minenwerfer bekämpft werden. Aus diesem Grund behalfen sich manche Einheiten damit, dass sie den Minenwerfer auf Karren montierten, um diesen schnell und einfach drehen und bewegen zu können.
Auch beim Abfeuern wies der Minenwerfer immense Probleme auf. Das beim Abfeuern verwendete Schwarzpulver erzeugte eine so starke Rauchwolke, dass die Position des Minenwerfer sofort verriet. Zusätzlich wiesen die Zünder der Granaten eine sehr hohe Ausfallrate auf. Der Minenwerfer verschoss Sprengminen mit einem Gewicht von 1–2 kg.

### M.14/16
Der 9-cm-Minenwerfer M.14/16 war einer verbesserte und modernisierte Version des M.14. Dieser verfügte über eine kreisförmige Grundplatte, was eine Schwenkbereich von 360° ermöglichte. Der gesamte Minenwerfer wog dadurch nur noch 65 kg. Spätere Verbesserungen ermöglichten das Einklappen der Lafette für einen deutlich vereinfachten Transport.
Um die Ausfallrate der Granaten zu verringern, wurde die Mörsergranate vom Typ M.16 mit dem deutschen Poppenberg-Zünder genutzt. Die verbesserte die Ausfallrate, die Aufklärbarkeit blieb jedoch durch die weitere Nutzung des Schwarzpulver sehr hoch.

## Einsatz
Im November 1914 waren die ersten 75 Minenwerfer ausgeliefert und im Einsatz. 30 Stück kamen zum Festungskommando Przemyśl, 25 Stück gingen an die 6. Armee und 20 Stück an die 5. Armee.
Zum Einsatz kam der Minenwerfer an allen Fronten des Ersten Weltkrieges. Aufgrund des verwendeten Schwarzpulvers und des damit entstandenen taktischen Nachteils, wurde der 9-cm-Minenwerfer M.14 wurde ab 1917 durch den 9,15-cm-leichten Minenwerfer System Lanz ausgetauscht und außer Dienst genommen.
Nachdem die Truppen des Russischen Kaiserreiches einige Minenwerfer erbeuteten, entwickelten sie diesen zum 9-cm-Minenwerfer G.R. weiter.

## Verbleib
Einer der wenigen erhaltenen Minenwerfer kann heute im Kriegsmuseum Rovereto betrachtet werden, ebenfalls ist dort ein 9-cm-Minenwerfer M.14/16 ausgestellt.